# Mistrzostwa Świata w Półmaratonie 1994
3. Mistrzostwa Świata w Półmaratonie – zawody lekkoatletyczne, które odbyły się w stolicy Norwegii Oslo 24 września 1994 roku.

## Rezultaty
|               | Złoto                                                   | Srebro                                                   | Brąz                                                     |
| Indywidualnie | Khalid Skah 1:00:27                                     | Germán Silva 1:00:28                                     | Ronaldo da Costa 1:00:54                                 |
| Drużynowo     | Kenia · Godfrey Kiprotich · Shem Kororia · Andrew Masai | Meksyk · Germán Silva · Martín Pitayo · Benjamín Paredes | Maroko · Khalid Skah · Salah Hissou · Abdelkadir Mouaziz |

### Kobiety
|               | Złoto                                                 | Srebro                                                        | Brąz                                                       |
| Indywidualnie | Elana Meyer 1:08:36 CR                                | Iulia Negura 1:09:15                                          | Anuta Catuna 1:09:35                                       |
| Drużynowo     | Rumunia · Iulia Negura · Anuta Catuna · Elena Fidatof | Norwegia · Hilde Stavik · Brynhild Synstnes · Grete Kirkeberg | Japonia · Mari Tanigawa · Mineko Watanabe · Yukari Komatsu |